# Marion (Ohio)
Marion és una població dels Estats Units a l'estat d'Ohio. Segons el cens del 2008 tenia 35.841 habitants.

## Demografia
Segons el cens del 2000, Marion tenia 35.318 habitants, 13.551 habitatges, i 8.821 famílies. La densitat de població era de 1.201,4 habitants per km².
Dels 13.551 habitatges en un 31,6% hi vivien nens de menys de 18 anys, en un 46,3% hi vivien parelles casades, en un 14,1% dones solteres, i en un 34,9% no eren unitats familiars. En el 29,3% dels habitatges hi vivien persones soles el 12% de les quals corresponia a persones de 65 anys o més que vivien soles. El nombre mitjà de persones vivint en cada habitatge era de 2,44 i el nombre mitjà de persones que vivien en cada família era de 3.
Per edats la població es repartia de la següent manera: un 25,2% tenia menys de 18 anys, un 9,3% entre 18 i 24, un 30,8% entre 25 i 44, un 21,5% de 45 a 60 i un 13,2% 65 anys o més.
L'edat mediana era de 35 anys. Per cada 100 dones de 18 o més anys hi havia 101,5 homes.
La renda mediana per habitatge era de 33.124 $ i la renda mediana per família de 40.000 $. Els homes tenien una renda mediana de 31.126 $ mentre que les dones 22.211 $. La renda per capita de la població era de 16.247 $. Aproximadament el 10,9% de les famílies i el 13,8% de la població estaven per davall del llindar de pobresa.

## Poblacions més properes
El següent diagrama mostra les poblacions més properes.